# Cyperus rehmii
Cyperus rehmii är en halvgräsart som beskrevs av Hermann Merxmüller. Cyperus rehmii ingår i släktet papyrusar, och familjen halvgräs.
Artens utbredningsområde är Namibia. Inga underarter finns listade i Catalogue of Life.